# Бета Рака
Бета Рака (β Рака, β Cnc / β Cancri) — самая яркая звезда в созвездии Рака. Она также имеет собственное название Альтарф, что в переводе с арабского означает «взор Льва». Традиционное китайское название звезды: 柳宿增十.
β Рака — это двойная система, которая находится на расстоянии около 290 световых лет от нас. Главный компонент, β Рака А, является оранжевым гигантом К-класса. Второй компонент, β Рака В — звезда 14 звёздной величины.

## Планетная система
В 2014 году группа корейских астрономов, работающая с эшелле-спектрографом BOES, объявила об открытии планеты β Рака b в системе. Она имеет массу, равную 7,8 массы Юпитера и обращается по близкой к круговой орбите с большой полуосью 1,7 а. е., совершая полный оборот за 605,2 суток.